# Tunilla erectoclada
Tunilla erectoclada är en kaktusväxtart som först beskrevs av Curt Backeberg, och fick sitt nu gällande namn av David Richard Hunt och Iliff. Tunilla erectoclada ingår i släktet Tunilla och familjen kaktusväxter. Inga underarter finns listade i Catalogue of Life.

## Bildgalleri

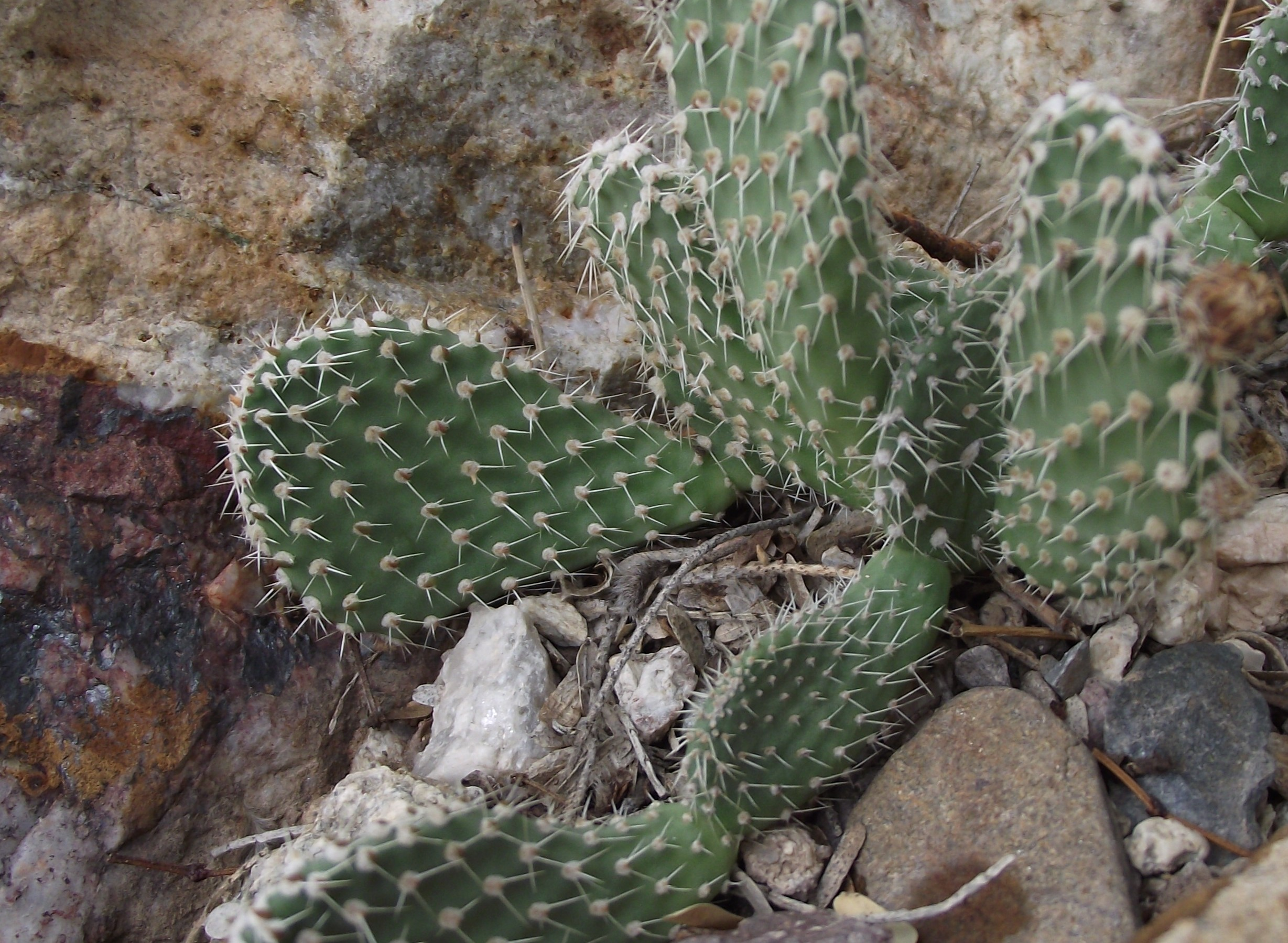